# Urophora vera
Urophora vera är en tvåvingeart som beskrevs av Valery Korneyev och White 1996. Urophora vera ingår i släktet Urophora och familjen borrflugor.
Artens utbredningsområde är Armenien. Inga underarter finns listade i Catalogue of Life.